# Régio da Calábria
Régio da Calábria (em italiano: Reggio di Calabria) é uma comuna italiana da região da Calábria, província de Reggio Calabria, com cerca de 169 560 habitantes segundo o censo de 2024. Estende-se por uma área de 236 km², tendo uma densidade populacional de 806 hab/km². Faz fronteira com Bagaladi, Calanna, Campo Calabro, Cardeto, Fiumara, Laganadi, Montebello Ionico, Motta San Giovanni, Roccaforte del Greco, Sant'Alessio in Aspromonte, Santo Stefano in Aspromonte, Villa San Giovanni.
A cidade é famosa pelo seu museu que abriga artefatos históricos importantes, incluindo as duas estátuas de bronze.
Localiza-se no Estreito de Messina, estando do outro lado em relação a cidade siciliana de Messina.

## Demografia
| Variação demográfica do município entre 1861 e 2011                               |
|                                                                                   |
| Fonte: Istituto Nazionale di Statistica (ISTAT) - Elaboração gráfica da Wikipedia |

## Esporte
A cidade sediou por duas vezes a fase final do Grand Prix de Voleibol, em 2004 e em 2006, nas duas oportunidades o título ficou com a Seleção Brasileira.

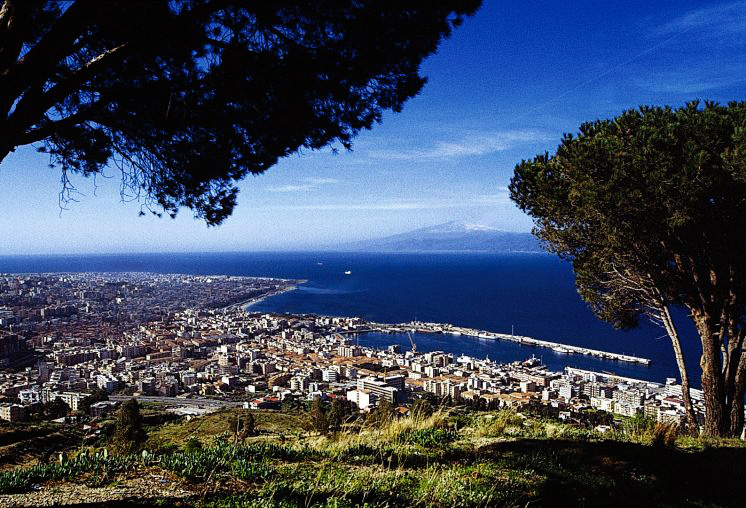
Vista de Régio da Calábria

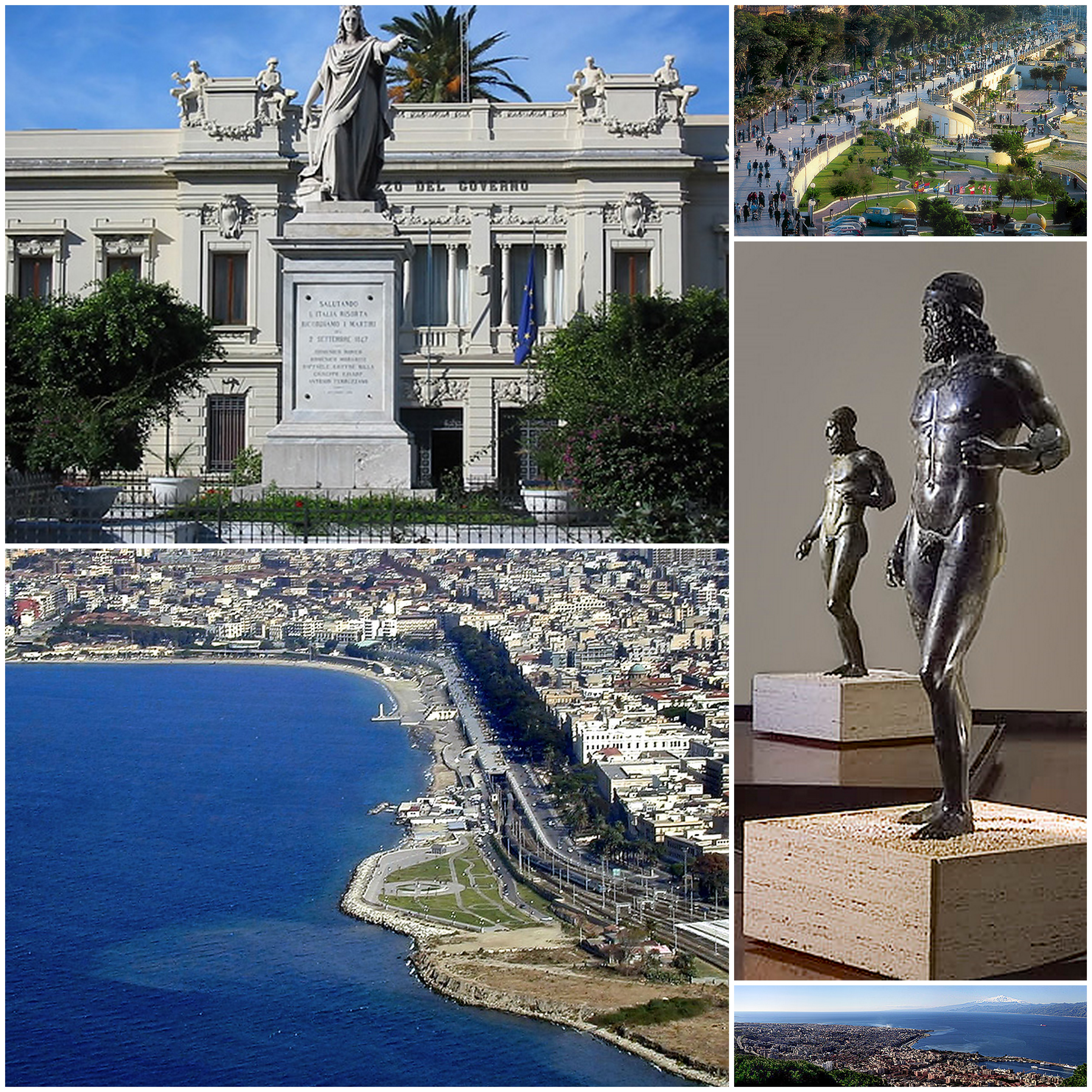
Collage